# Atem (album)
| Recensione     | Giudizio   |
| -------------- | ---------- |
| AllMusic       |            |
| Head heritage  | (Positivo) |
| Piero Scaruffi | 7.5/10     |

Atem (Respiro) è il quarto album in studio del gruppo musicale tedesco Tangerine Dream, pubblicato nel 1973.

## Descrizione
La musica che si può ascoltare in Atem varia da pezzi lenti e atmosferici a brani ricchi di percussioni e di stampo prettamente progressivo. L'uscita del disco segnò la fine, per la band, dei "Pink Years", "Gli anni rosa".
Il neonato raffigurato in copertina è Jerome Froese, figlio di Edgar Froese, che sarebbe poi diventato un membro dei Tangerine Dream negli anni novanta. All'epoca dello scatto, Jerome aveva circa quattro mesi di vita.

## Tracce
Testi e musiche di Christopher Franke, Edgar Froese, Peter Baumann.
1. Atem – 20:31
2. Fauni-Gena – 10:50
3. Circulation of Events – 5:58
4. Wahn – 4:29

## Crediti

### Formazione
- Edgar Froese – mellotron, chitarra, organo, voce
- Christopher Franke – organo elettrico, EMS VCS3, percussioni, voce
- Peter Baumann – organo, EMS VCS3, pianoforte

### Personale tecnico
- Dieter Dierks - ingegnere del suono
- Edgar Froese - grafica e disegno di copertina
- Monique Froese - fotografia
- Marcel Fugere - fotografia

## Edizioni

### LP
- OHR (1973) codice prima stampa tedesca OMM 556031 (copertina apribile "gatefold cover")
- Polydor, 2383 297 (1973) stampa inglese
- PDU, Pl d.A. 5084 (1974) stampa italiana
- Virgin Records Ltd. (1976) ristampa inglese, "doppio LP con Alpha Centauri"
- Relativity Records (1985) ristampa americana
- Essential Records (1999) ristampa inglese

### CD
- Jive Electro (1986) codice C TANG 2 (fabbricato in Austria per mercato inglese e tedesco)
- Relativity Records Inc. (1987) codice 88561 -8071-2 (fabbricato USA per mercato americano)
- Sequel Records (1996) codice 1035-2 (fabbricato USA per mercato americano "rimasterizzato")
- Essential Records (1996) codice ESM CD 348 (fabbricato UK per mercato inglese e tedesco "rimasterizzato")
- Castle Music (1999) codice CMACD 551 (fabbricato UK per mercato inglese e americano "rimasterizzato")
- Castle Music / Sanctuary Ltd. (2002) codice CMRCD 495 (fabbricato UK per mercato europeo "rimasterizzato")
- Arcangelo (2004) codice ARC-7050 (fabbricato in Giappone, copertina in cartone "paper sleeve")
- Arcangelo (2008) codice ARC-8009 (fabbricato in Giappone, copertina in cartone "paper sleeve")